# バンク・オブ・ニューヨーク
バンク・オブ・ニューヨーク（The Bank of New York、BNY）、あるいはニューヨーク銀行は、1784年にアレクサンダー・ハミルトンが設立した米国最古参の銀行であった。20世紀初頭から多国籍企業として活躍していた。銀行引受手形や合同運用信託などの特権を活用してきたが、信託サービスは機関化経済にあわせて上場投資信託やクリアリングへ傾いていった。2006年12月からメロン財閥に加わったが、JPモルガン・チェースとの関わりがなお深い。

## 概要
ステート・ストリート、ノーザン・トラスト、メロン・フィナンシャルとともに米国4大信託の一角だったが、2006年12月にメロンとの合併（比率0.9434:1）を発表した。新会社は合算の資産管理受託が世界最大規模の16兆6,000億米ドルとなり、名称はバンク・オブ・ニューヨーク・メロン・コーポレーション（The Bank of New York Mellon Corporation）となっている。
20世紀の伝統によって、ニューヨーク銀行は債券カストディアンをやったり、米国預託証券をあつかったり、発行体向けサービスを得意としてきた。2000年にファンド・オブ・ヘッジファンズの大手運用会社アイビー（Ivy Asset Management）を買収した。2003年にクレディ・スイスからパーシング（Pershing）を買収してからは、株式等のクリアリングも手がけシャドー・バンキング・システムのレバレッジを助けた。2006年初頭には、アルセントラ（Alcentra）とアーダン（Urdang Capital Management）を子会社化した。いずれも投資顧問会社であり、アルセントラはジャンク債を、アーダンはモーゲージとREITを専門とする。2006年4月、リテール部門をJPモルガン・チェースに売却した。こうしてニューヨーク銀行は、全収入の8割が非金利収入という似非銀行となった。

## シティーとボストン
1784年の6月9日、ロウアーマンハッタンで開業。アメリカ独立戦争が終結してからわずか数ヶ月後のことである。1789年に20万ドルの米国債を発行した。1792年、ニューヨーク証券取引所開設とともに上場した。アーロン・バーのマンハッタン銀行ができるまでは銀行業を独占した。1822年一気に増資をしたが、さらにロンドンの2行から25万ドルを借りて国外での信用を固めた。南北戦争では軍資金を供給するシ団の幹事となった。1863年に国法銀行法が成立して、ニューヨーク銀行は1865年に国法銀行となった。流動資産をがっちりと握って離さない保守的な経営が、1873年恐慌でもニューヨーク銀行の安泰を守った。
19世紀の経営陣は家柄が良く、重役のバード（George H. Byrd）もその一人であった。そこへ1901年1月15日にボストン・キダー（Kidder, Peabody & Co.）出身のグリッグズ（Herbert L. Griggs）がバードを押し出す形で社長へ就任した。数年で重役の定員を増やすことになり、バードは戻ってきた。このころ新たに経営者となった有名人が二人いる。一人はジョージ・ライヴス。彼はジョン・キーン（John Kean）の長女（Caroline Morris Kean）と結婚することで、マンハッタン銀行社長（Caleb O. Halsted）と姻戚になった。もう一人がブラウン兄弟会社（現ブラウン・ブラザーズ・ハリマン）のパートナーであった（John Crosby Brown）。

## 合同運用信託
ニューヨーク銀行はモルガンやロックフェラーのように原始的なシャドー・バンキング・システムを組織した。それを1907年恐慌が直撃し、同行は10月24日に連鎖倒産した銀行群のひとつとなった。連邦準備制度が成立したときは、銀行引受手形という貿易金融を会員銀行として優遇され、業容を拡大した。1922年、ニューヨーク生命保険信託と合併した（Bank of New York Trust Company）。モルガン系であったニューヨーク生命のシャドー・バンキング・システムを利用できるようになったのである。ニューヨーク銀行は世界恐慌でも預金総額を増やした。1930年12月、ニューヨーク連邦準備銀行が会員銀行に総額2600万ドル超をベイルアウトしていた。ニューヨーク銀行はニューディール政策を支え、他の金融機関と連携し第二次世界大戦の軍事費を供給した。そこで1940年投資会社法（Investment Company Act of 1940）が全く適用されない合同運用信託制度が設計された。
このアドバンテージがニューヨーク銀行に財界全体へ及ぶような求心力をもたらした。世界恐慌時代の社長（John C. Traphagen）が戦後の指導者となった。彼は1945年の連邦準備顧問会でナンバー2の座にあった。1948年から1957年までニューヨーク銀行の会長職にあり、1931年から1971年まで重役だったが、それだけではなく、大西洋相互保険（Atlantic Mutual Insurance Company）、イギリスのプルーデンシャル、スウェーデンのスカンディア（Skandia）、バブコック・アンド・ウィルコックス、ボルチモア・アンド・オハイオ鉄道、そして国際ニッケル（現ヴァーレ）を含む多くの企業で重役をしていた。ニューヨーク銀行は、フィフス・アベニュー銀行（1948年）とエンパイア信託（1966年）を買収した。1968年、ニューヨーク銀行は株式会社化した（The Bank of New York, Inc.）。1969年5月29日、持株会社がニューヨーク銀行やカウンティ信託（The County Trust Company）をふくむ6社の株式を保有した。カウンティ信託の重役らは戦前フランクリン・ルーズベルト大統領の再選に貢献したのだが、名前はアルフレッド・リーマン（Alfred Lehman）、アル・スミス、ヴィンセント・アスター（Vincent Astor）、そしてジョン・ラスコブ（John J. Raskob）であった。

## JPモルガンと分業
1982年、カーター社長（J. Carter Bacot）が持ち上がりで会長となった。カーターは郊外のリテール事業を大胆に売却し、投資銀行業務や資本市場から撤退して、ロングアイランドに腰を据えた。1987年、ニューヨーク銀行はロングアイランド信託を買収した。この会社は1962年にケミカル（現JPモルガン・チェース）が買収しようとして連邦準備制度理事会に却下されていた。
1988年12月30日、アービング銀行を買収。同行は1907年恐慌の端緒となったニッカーボッカー信託会社を1923年に買収していた。ニューヨーク銀行は同行を買収するとすぐ本部を現バンク・オブ・ニューヨーク・ビルへ移転した。
1990年代に入り、JPモルガンと連携し合併・買収をさらに拡大させた。バンカーズ・トラスト（現ドイツ銀行）の代理店業（1990年）とバークレイズのニューヨーク支店（1992年）を買収した。ニュージャージー州のナショナル・コミュニティ銀行や、パトナム信託も買収している。パトナムはカナダのパワー・コーポレーションが利用するシャドー・バンキング・システムであった。1993年にはステート・ストリートがスパイダーという上場投資信託を市場へ送り出したが、ニューヨーク銀行も1995年に追随した（Mid-Cap SPDRs）。1998年に会長が交代した（Thomas Renyi）。1999年エドモンド・サフラのリパブリック銀行が違法取引をしている容疑で捜査が行われ、ニューヨーク銀行の口座で資金洗浄の痕跡が発見された（ロシア銀行とセミオン・モギレヴィッチも参照）。2000年アイビー以外に9社を買収した（Harris Trust, SG Cowen, Schloder & Co., BHF Securities, and GENA）。2003年、金融機関向けに証券クリアリング業務の外注を請け負っていたパーシング社をクレディ・スイス・ファースト・ボストンから買収した。カーターは同年まで重役であった。
2005年、テレコム・アルゼンチン（Telecom Argentina）の破産・債務整理者に指名される。同社はアルゼンチンの度重なる経済危機で15億ドルもの負債を抱えており、同国法人の債務整理としては過去最大規模となった。同2005年末、資金洗浄をめぐる事件について連邦当局と3800万ドルの和解金で決着した。この事件は、同行ロシア系元副頭取により引き起こされたもので、70億ドル以上の資金移動が発覚し、9人が起訴された。2006年4月7日、JPモルガン・チェースから法人信託部門（28億ドル）を取得し、代わりに消費者・中小企業向けのリテール営業（31億ドル、338支店）を譲渡すると発表した。